# مارکتالیا (کالداس)
مارکتالیا (انگلیسی: Marquetalia, Caldas) نام شهری در کشور کلمبیا است.